# 薩什峰

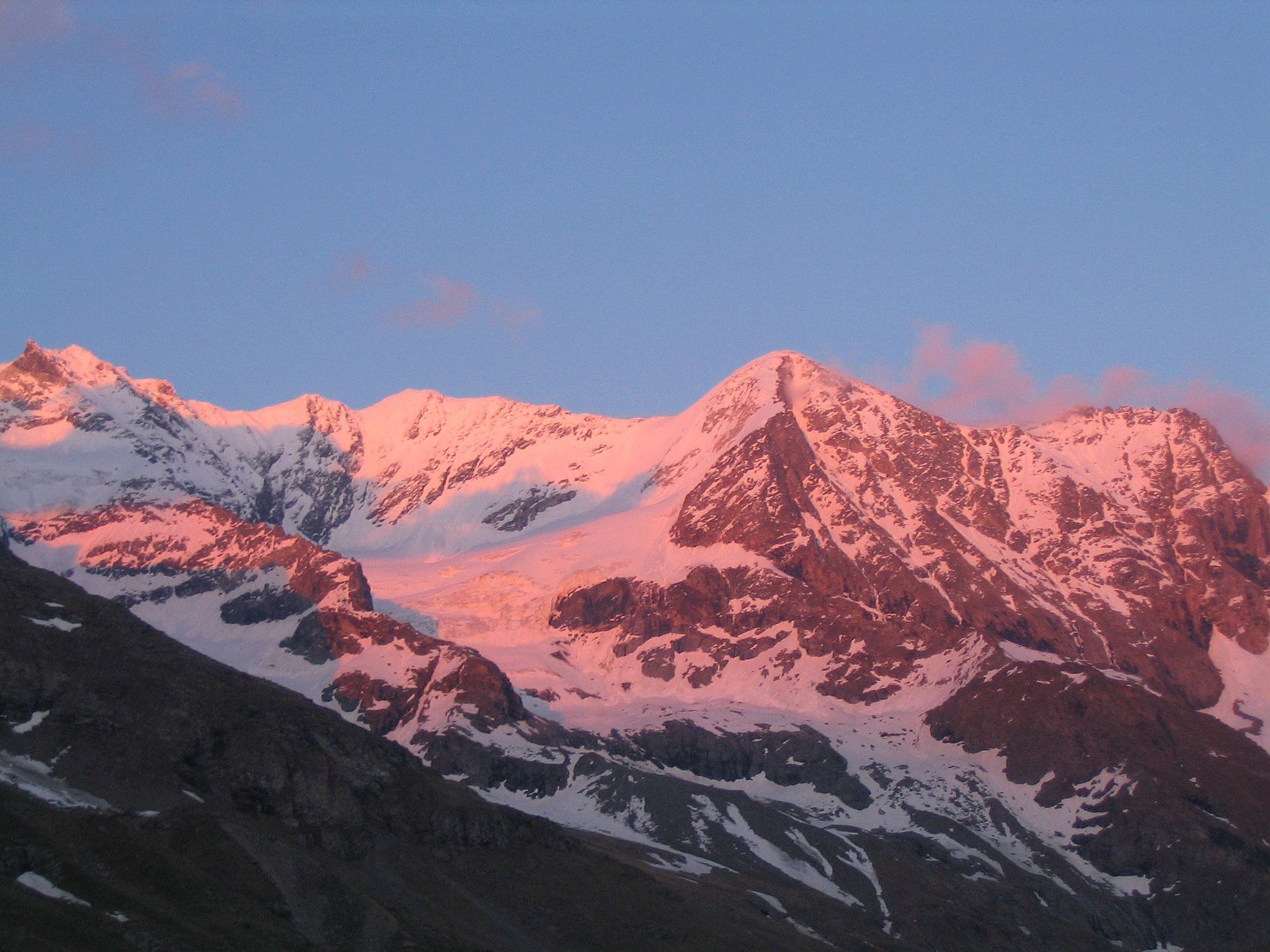

45°30′40″N 06°52′14″E / 45.51111°N 6.87056°E
薩什峰（法語：Dôme de la Sache），是法國的山峰，位於該國東北部奧文尼-隆-阿爾卑斯大區，由薩瓦省負責管轄，屬於瓦努瓦斯山的一部分，海拔高度3,601米，每年平均降雨量1,479毫米。